# Chaetosciara joffrei
Chaetosciara joffrei är en tvåvingeart som först beskrevs av Franklin William Pettey 1918.  Chaetosciara joffrei ingår i släktet Chaetosciara och familjen sorgmyggor.
Artens utbredningsområde är Pennsylvania. Inga underarter finns listade i Catalogue of Life.